# Єремія (Тиссаровський)
Його́ преосвяще́нство ки́р Єремі́я (в миру́ Євста́фій Тиссаро́вський; † 1 (11) березня 1641) — український церковний діяч, архієрей Константинопольської православної церкви, єпископ Галицький, Львівський і Кам'янець-Подільський. До відновлення православної ієрархії єрусалимським патріархом Теофаном III у 1620 році був екзархом Константинопольського патріарха для західноруських земель, фактичним керівником Київської митрополії. Підтримував церковні братства, сприяв розвиткові освіти й книгодрукування.

## Біографічні дані
Євстафій (церковне ім'я — Єремія) Тисаровський народився, ймовірно, в 70-ті роки 16-го століття. Походив Євстафій з шляхетського роду Тисаровських герба «Сас». Імовірно, навчався в Львівській братській школі.

## З життєпису
Під кінець життя Львівський православний єпископ Гедеон Балабан намагався зробити своїм наступником свояка, коад'ютора Ісаю Балабана, однак його кандидатуру відкинуло Львівське братство. Після смерті Гедеона у 1607 році Львівське Успенське братство, духовенство та шляхта звернулись до польського короля Сигізмунда III Вази і попросили про призначення єпископом Львівським Єремію Тисаровського. Король погодився, видавши 31 жовтня 1607 року універсал Тисаровському на Львівську, Галицьку і Кам'янецьку кафедру, а натомість вимагав від Єремії, по висвяченні, переходу на унію. Тисаровський таку згоду дав. В цей час, після Берестейської унії, православна церква була заборонена, а, після смерті Гедеона Балабана, єпископ Перемиський Михаїл Копистенський залишився єдиним православним ієрархом, який не міг одноосібно звершити хіротонію Єремії (за першим пунктом «Правил святих Апостолів» для цього обряду необхідна участь принаймні двох єпископів). Тому Тиссаровський, отримавши благословення на висвячення від Константинопольського патріарха, поїхав до Сучави, де був висвячений сучавським митрополитом (згодом — митрополитом всієї Молдавії) Анастасієм. Таким чином Єремія Тиссаровський став єпископом Галицьким, Львівським і Кам'янець-Подільським, але обіцянку польському королю виконувати відмовився.
Разом з титулом єпископа Львівського, Єремія, як очільник першої по честі православної кафедри, що не перейшла в унію, успадкував від Гедеона Балабана титул «екзарх Руської церкви», фактично — посаду місценаглядача (місцеблюстителя) Київського митрополичого престолу і першоієрарха всіх православних країни.
З 1610 року, після смерті єпископа Перемиського Михаїла Копистенського, Тиссаровський залишався єдиним православним єпископом у Речі Посполитій. У січні 1614 року став екзархом Константинопольського патріарха в Речі Посполитій, тобто фактично, предстоятелем Київської митрополії аж до 1620 року , коли на запрошення Петра Конашевича-Сагайдачного Україну відвідав патріарх Єрусалимський Феофан III, який відновив православну ієрархію і висвятив нового митрополита Київського Іова Борецького. Єремія Тиссаровський взяв участь у підготовці до Київського православного церковного собору 1620 року, на якому, крім обрання на Київську митрополичу катедру Іова Борецького, було також засуджено Берестейську унію та перехід на унію митрополита Йосифа Рутського.
У 1616 році Тиссаровський заклав Спасо-Преображенський храм у Бершаді, за деякими джерелами, також заснував Манявський скит.
У 1625 році єпископ відправив посольство до московського царя Михайла Федоровича Романова із клопотанням про фінансову допомогу та підтримку православної церкви в Речі Посполитій.
На Київський православний собор 1628 року Тиссаровський не прибув, так само не приїхав і на Київський православний церковний собор 1629 року, оскільки був противником об'єднання з уніатами.
26 січня 1631 року Єремія, за участі архімандрита Києво-Печерської лаври Петра Могили та багатьох гостей, освятив у Львові Свято-Успенський храм. Згодом на Краківському передмісті збудував церкву Різдва Пресвятої Богородиці.
Після смерті Іова Борецького в березні 1631 року Тиссаровський був Константинопольським патріархом знову призначений екзархом Київської митрополії.
У квітні 1633 року брав участь у хіротонії Петра Могили та очолив її.
У похилому віці перебував переважно в родинному маєтку Жовчів (тепер — село в Рогатинському районі Івано-Франківської області). Там же і помер у 1641 році та похований у місцевій церкві.

## Присвяти
Серед книг, виданих протягом 1616—1628 років, деякі були присвячені Єремії Тиссаровському. Це, зокрема, видані в 1616 році «Вірші» авторства Памво Беринди.